# BredaMenarinibus Monocar 230
 (août 2022).
Si vous disposez d'ouvrages ou d'articles de référence ou si vous connaissez des sites web de qualité traitant du thème abordé ici, merci de compléter l'article en donnant les références utiles à sa vérifiabilité et en les liant à la section « Notes et références ».
Le BredaMenarinibus 230 est un midibus urbain et interurbain fabriqué par le constructeur italien BredaMenarinibus de 1993 à 1998.
Ce modèle est le fruit d'un accord de fourniture avec le motoriste allemand MAN
qui voulait se développer sur le marché italien, assez hermétique à cette époque. Ne pouvant exporter son modèle NM152, construit suivant les règles allemandes VÖV - Verband öffentlicher Verkehrsbetriebe, non conforme à la réglementation italienne, il s'allie avec le constructeur BredaMenarinibus pour la motorisation de son nouveau modèle "230" à plancher ultra bas. On retrouve les caractéristiques de ce véhicule dans le MAN NM 152(2).

## Histoire
À la fin des années 1970, le carrossier-constructeur Menarini Bus lance les études d'une nouvelle génération d'autobus avec le projet Monocar 201. C'est avec ce modèle que Menarini Bus va devenir un constructeur d'autobus à part entière d'autobus et plus simplement un carrossier qui utilisait des châssis et des ensembles mécaniques Fiat V.I.. Menarini Bus allait construire ses propres châssis tout en utilisant des mécaniques Fiat.
C'est à cette époque que la « Federtrasporti » (organisme public italien qui régit l'ensemble des transports publics) impose un cahier des charges national qui fixe les dimensions extérieures et intérieures de chaque type de modèle, l'aménagement intérieur avec le nombre de places assises en fonction de la longueur du véhicule, le nombre de portes et leur système d'ouverture, la couleur des véhicules en fonction de leur type de prestation, c'est pourquoi on distinguait, en Italie, les autobus :
- urbains en livrée jaune-orangé,
- suburbains/banlieue en livrée jaune-orangé avec une bande verte périphérique sous la ligne des fenêtres,
- inter-urbains/ligne régulière régionale en livrée bleu,
- les autocars assurant les grandes lignes circulant sur autoroute en rouge,
- les autocars GT en livrée bleu et gris clair.

La production en série de la gamme Monocar 201 débute en 1979 et se poursuit jusqu'en 1989 pour être remplacée par la gamme Menarini Monocar 220.
Pour couvrir le secteur des midibus, très prisé en Italie dans les centres-villes, le marché était dominé par Fiat Bus avec les Fiat 314  et 316 pour les minibus urbains et 315 pour les midibus de ligne et GT.
Le Bredabus U.150, conforme à la réglementation européenne de 1974, fabriqué depuis 14 ans, ne correspondait plus aux critères italiens modernes d'accessibilité sans marche. Il fallait donc le remplacer.

## Versions
Le BredaMenarinibus Monocar 230, a été présenté en automne 1992 sur une nouvelle plateforme de taille "midi" qu'il partage avec le MAN NM152(2). Il adopte le moteur 4 cylindres MAN D0826 L0H de 4.600 cm3.
Afin de couvrir une très large plage d'utilisateurs, plusieurs versions sont proposées :

### Monocar 230 M (moyen)
- Longueur : 8,90 m
- Type : urbain (MU), interurbain (MS)
- Motorisation : diesel
- Modèles : 
  - 230 MU (2 & 3 portes), 71 passagers dont 13 assis,
  - 230 MS (2 & 3 portes), 52 passagers dont 21 assis.

### Monocar 230 C (court)
- Longueur : 7,70 m
- Type : urbain (CU)
- Motorisation : diesel
- Modèle : 230 CU (2 portes), 58 passagers dont 12 assis.

## Différentes séries
Deux séries ont été produites qui se distinguent uniquement par le classement de la motorisation :
- 1re série : 1993 - 1996 moteur Euro 1,
- 2e série : 1996 - 1998 moteur Euro 2.

## Utilisateurs
Bien que présenté à un moment difficile sur le marché italien, le Monocar 230 a obtenu assez rapidement un bon succès commercial. Un très grand nombre d'exemplaires a été commandé par l'ATAC de Rome, l'AMT de Gènes, l'ATC de Bologne. De nombreuses villes moyennes en ont compté plusieurs dans leur parc comme CLAP de Lucca, CPT de Pise, GTM de Pescara, ATM de Messine, TPM de Monza, Circumvesuviana, ACT de Trieste, ANM de Naples, etc.
En France, la SEMITAG de Grenoble a acquis, en 1996, 6 exemplaires du M 230 CU. Un de ces modèles a été sauvegardé et se trouve au musée de l'association "Standard 216".

### Critiques
Le midibus M 230 n'a pas toujours satisfait ses utilisateurs à cause de quelques problèmes mécaniques. En effet, le moteur MAN n'était pas exempt d'un manque chronique de fiabilité.

### Sauvegarde
Outre l'exemplaire de la SEMITAG, en Italie, deux exemplaires Monocar 230 ont été sauvegardés grâce à l'association "Storicbus".
Les modèles sont deux M230/1E2MU 3 portes de l'AMT de Gènes N° 4536, mise en service en janvier 1998, l'autre de l'ATC de Bologne N° 2911 mise en service en janvier 1996.